# Саиткулово (Илишевский район)
Саитку́лово (баш. Сәйетҡол) — деревня в Илишевском районе Республики Башкортостан Российской Федерации. Входит в состав Ишкаровского сельсовета.

## География

### Географическое положение
Расстояние до:
- районного центра (Верхнеяркеево): 16 км
- центра сельсовета (Ишкарово): 2 км
- ближайшей ж/д станции (Буздяк): 124 км

## Население
| 2002 | 2009 | 2010 |
| ---- | ---- | ---- |
| 218  | ↘202 | ↗218 |

Национальный состав
Согласно переписи 2002 года, преобладающая национальность — башкиры (82 %).